# Position Report

Funktionsweise von ETCS Level 2 (Variante ohne Lichtsignale): Der Zug übermittelt (u. a.) Position Reports an die Strecke.

Als Position Report wird im europäischen Zugbeeinflussungssystem ETCS (ETCS Level 2 und 3) ein regelmäßig vom Zug an die Strecke übermitteltes Datenpaket bezeichnet. Der Position Report ist das häufigste Datenpaket in Level 2/3 und Bestandteil der meisten Nachrichten vom Zug an die Strecke.

## Zweck
Mit dem Position Report teilt der Zug der Strecke die Position seiner Spitze mit. Übermittelt werden dabei zumindest folgende Daten:
- die Bezeichnung der maßgebenden Balisengruppe (LRBG)
- der seit der LRBG zurückgelegte Weg, bezogen auf die ungefähre Lage der Zugspitze (estimated front end)
- der Vertrauensbereich, in dem die Zugspitze liegen könnte (max safe front end, min safe front end) sowie die ungefähre Lage der Zugspitze (estimated front end)
- die Lage des Zuges bezogen auf die Richtung der LRBG
- die Lage der Zugspitze, bezogen auf die LRBG
- die ungefähre Geschwindigkeit
- Informationen zur Zugintegrität (keine, bestätigt durch Integritätsüberwachungsgerät, bestätigt durch Triebfahrzeugführer oder keine Zugintegrität)[3]
- die Fahrtrichtung

Nach ETCS-Spezifikation soll die ungefähre Lage der Zugspitze (estimated position) durch die Odometrie weniger als eine Sekunde bestimmt werden, bevor der Position Report abgesetzt wird. Die Deutsche Bahn geht von 1,5 Sekunden aus, die zwischen dem Befahren einer Balisengruppe und der Übermittlung des Position Report durch das Fahrzeuggerät liegen. Projektspezifisch bestehen Anforderungen nach kürzeren Verarbeitungszeiten und Benennung der tatsächlichen Verarbeitungszeiten.

## Auslöser
Die ETCS-Zentrale teilt der ETCS-Fahrzeugeinrichtung mit, wann diese Position Reports verschicken soll. Dabei können zeitliche und räumliche Zyklen ebenso definiert werden wie die Befahrung bestimmter Orte. Daneben kann ein Position Report bei jeder Passage einer relevanten Balisengruppe (LRBG) sowie auf Aufforderung erfolgen. Auch Kombinationen sind möglich, nicht jedoch aus den beiden letztgenannten Auslösern. Dazu wird das Paket 58 (Position Report Parameters) verwendet, das vom RBC an den Zug übermittelt wird. Vorgegeben werden können Zeitwerte von 0 bis 254 s (in Sekundenschritten) bzw. Abstände von 0 cm bis 327,660 km (in 10-cm-, Meter- oder 10-Meter-Schritten). Die Position-Report-Parameter sind dabei kein Bestandteil der Nationalen Werte.
Darüber hinaus soll die ETCS-Fahrzeugausrüstung einen Position Report verschicken, wenn:
- der Zug zum Stillstand kommt (abhängig von der ETCS-Betriebsart).
- die ETCS-Betriebsart gewechselt wird.
- der Triebfahrzeugführer die Zugintegrität bestätigt.
- die Zugintegrität nicht mehr besteht.
- der Zug eine RBC-RBC-Grenze mit der in Fahrtrichtung frühestmöglichen Position des Zugendes (min safe rear end) passiert hat.
- der Zug mit der in Fahrtrichtung frühestmöglichen Position des Zugendes (min safe rear end) von Level 2 bzw. 3 nach 0, 1 oder NTC (nationale Zugbeeinflussung, z. B. PZB) wechselt.
- der Level gewechselt wird.
- eine Kommunikationsverbindung erfolgreich aufgebaut wird.
- der Zug eine relevante Balisengruppe (LRBG) passiert.
- der Zug ein RBC-RBC-Grenze mit der in Fahrtrichtung frühestmöglichen Position der Zugspitze (max safe front end) passiert.
- ein Fehler aufgetreten ist.

Beim Wechsel von Klasse-B-Systemen, wie beispielsweise der PZB in Deutschland, werden Position Reports übermittelt, sobald eine gesicherte Funkverbindung zwischen Zug und Strecke aufgebaut wurde, noch vor dem ETCS-Einstieg (Wechsel in die Vollüberwachung).

## Aufbau
Die „ETCS-Sprache“ (ETCS language) definiert die Kommunikation zwischen Zug und Strecke. Ihre kleinste Einheit sind Variablen, die im Rahmen von Paketen übermittelt werden. Pakete werden zur Übertragung auf der Luftschnittstelle zu definierten Nachrichten zusammengefasst.
Das Paket Position Report wird in der ETCS-Spezifikation als Paket 0 geführt und ist bis zu 137 Bit lang.
Eine Sonderform des Position Reports ist der Position Report based on two balise groups (Paket 1). Dieser wird verwendet, wenn das ETCS-Bordgerät nicht die Richtung bestimmen kann, in der die letzte relevante (LRBG) und aus nur einer Balise bestehende Balisengruppe befahren wurde und darüber hinaus keine weiteren Informationen zur Befahrungsrichtung (über Verkettung) vorliegen. Bei dieser Sonderform wird zusätzlich die vor der LRBG befahrene Balisengruppe mit ausgewertet, um die Fahrtrichtung des Zuges zu bestimmen.
Die ETCS-Spezifikation sieht in ihrer aktuellen Version nur fünf Nachrichten vor, in denen nicht auch ein Position Report mitgeschickt wird. Eine ETCS-Nachricht, in deren Rahmen nur ein Position Report (Paket 0 oder 1) übermittelt wird, wird als Train Position Report (Nachricht 136) bezeichnet. Ein Position Report im Rahmen der Startprozedur des ETCS-Fahrzeuggeräts wird als SoM Position Report (Nachricht 157) übermittelt und enthält eine zusätzliche Information, ob der Position Report gültig, ungültig oder der Status unbekannt ist. (Ungültig oder unbekannt kann der Status sein, wenn das Fahrzeuggerät seit der letzten vom ETCS-Fahrzeuggerät erfassten Position möglicherweise bewegt wurde; insbesondere wenn auf dem Fahrzeug keine Cold Movement Detection umgesetzt ist.)
Neben dem Train Position Report (Nachricht 136) bzw. SoM Position Report (Nachricht 157) können optional noch Fehlerdaten (Paket 4), die Zugnummer (Paket 5) oder weitere, von Umsystemen genutzte Daten (Paket 44) mit übermittelt werden.

## Funktion
Der Position Report wird vom ETCS-Fahrzeuggerät per Funk (i. d. R. GSM-R) an die ETCS-Zentrale (RBC) übertragen. Er kann dort verarbeitet werden, um beispielsweise die Aktivität der Funkverbindung zu überwachen, eine Zuordnung des aufstartenden Zuges zum Gleis vorzunehmen, eine Zuordnung eines Zuges zu einer Gleisbelegung im Stellwerk oder auch, um bei einem RBC-Wechsel zu entscheiden, wann ein Zug in den Bereich des übernehmenden RBCs eingefahren ist, um die Verbindung zum übergebenden RBC abzubauen.
Auf Grundlage von Position Reports kann ferner eine Zuglaufregelung erfolgen. So verarbeitet beispielsweise im größtenteils eingleisigen Lötschberg-Basistunnel ein Leitsystem Position-Report-Daten, um Zügen per ETCS-Textmeldung eine Geschwindigkeit zu empfehlen, um den eingleisigen Abschnitt möglichst effizient zu nutzen und unnötige Brems- und Beschleunigungsvorgänge zu vermeiden. Position-Report-Daten könnten auch genutzt werden, um planmäßig besonders kurze Zugfolgen zu erreichen, beispielsweise durch besonders zeitsparende Überholungen.
In ETCS Level 3 wird ein Position Report mit bestätigter Zugintegrität benötigt, um Zugfolgeabschnitte freizumelden. Freigemeldet wird dabei stets die in Fahrtrichtung letztmögliche Position des Zuges (min safe rear end) für den Zeitpunkt, zu dem eine Integritätsinformation vorlag. Diese Position liegt hinter der tatsächlichen Position des Zuges. Auf diese Weise kann auch ein Fahren im wandernden Raumabstand ermöglicht werden, wodurch Zugfolgezeiten verkürzt werden können.
Die Zugintegritätsinformation kann durch ein externes Gerät oder durch den Triebfahrzeugführer bereitgestellt werden, wobei die Bestätigung durch den Triebfahrzeugführer nur im Stillstand zulässig ist.